# Chlorophorus sartor
Chlorophorus sartor је врста инсекта из реда тврдокрилаца (Coleoptera) и породице стрижибуба (Cerambycidae). Сврстана је у потпородицу Cerambycinae.

## Распрострањеност
Врста је распрострањена на подручју Европе (осим северног дела), Кавказа и Блиског истока. У Србији је широко распрострањена. 

## Опис
Глава и пронотум су црни. Покрилца су црне боје са белим шарама у виду штрафти. Ноге и антене су црне. Врх покрилаца је косо исечен према спољној ивици. Антене су средње дужине. Дужина је тела 5-9 mm.

## Биологија
Животни циклус траје две године, ларве се развијају у мртвим гранама и гранчицама листопадног дрвећа. Адулти су на цвећу. Као домаћини јављају се различите врсте листопадног дрвећа (брест, храст, христов венац, глог, питоми кестен, багрем, смоква, рогач, итд.)  

## Статус заштите
Врста се налази на Европској црвеној листи сапроксилних тврдокрилаца.

## Синоними
- Cerambyx sartor O.F. Müller, 1766
- Leptura sartor (Müller) Plavilstshikov, 1940
- Leptura achilleae Brahm, 1790
- Clytus corsicus Chevrolat, 1882
- Leptura massiliensis Linnaeus, 1767
- Chlorophorus massiliensis (Linnaeus)
- Leptura rustica Geoffroy in Fourcroy, 1785 nec Linnaeus, 1758